# Johanneck

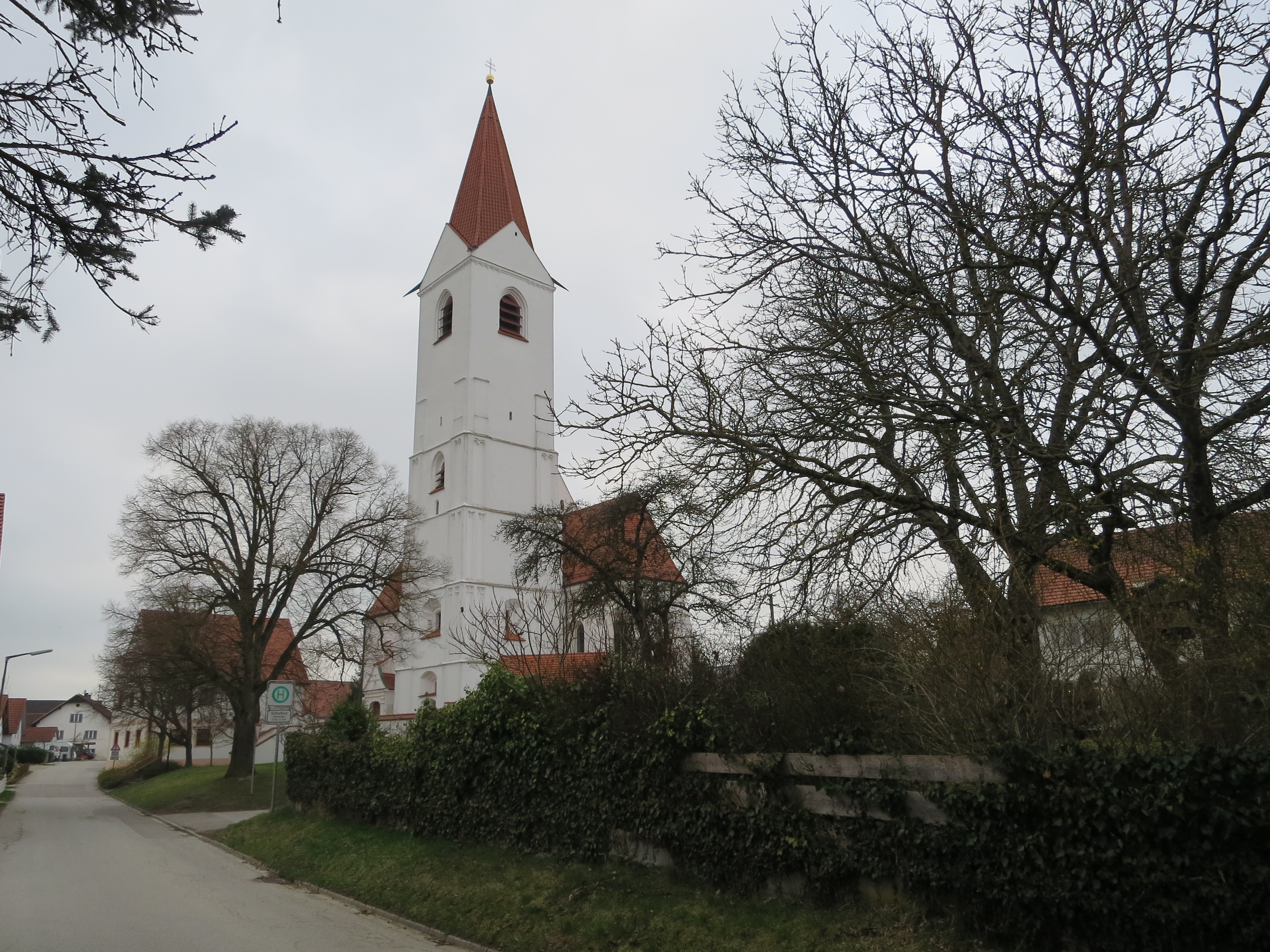
Die Kirche Mariä Himmelfahrt in Johanneck

Johanneck (früherer Name: Parteneck) ist ein Kirchdorf und eine ehemalige Gemeinde im Landkreis Freising, Bayern. Johanneck ist seit 1. April 1939 Gemeindeteil der Gemeinde Paunzhausen.

## Geschichte
Die katholische Filialkirche Mariä Himmelfahrt ist ein spätgotischer Saalbau mit polygonalem Chorschluss und mächtigem sechsgeschossigem Chorflankenturm, gestiftet 1466. Ausbau und Barockisierung erfolgte nach Brand 1640 und 1711. Der Turm ist spätes 16. Jahrhundert und 1777. Johanneck wurde im Zuge der Verwaltungsreformen in Bayern 1818 eine selbstständige politische Gemeinde. Am 1. April 1939 wurde die Gemeinde nach Paunzhausen eingegliedert.